# Людмила Кристя
Людмила Кристя (рум. Ludmila Cristea; нар. 27 березня 1976, Слободзейський район, МРСР) — молдовська борчиня вільного стилю, самбістка і дзюдоїстка, бронзова та триразова срібна призерка чемпіонатів Європи з вільної боротьби, учасниця Олімпійських ігор.

## Біографія
З 15 років почала займатися самбо та дзюдо в Тирасполі. Переможець першості Молдови з дзюдо (1989), переможець першості СРСР із дзюдо (Дніпропетровськ-91), переможець першості світу із самбо (Мінськ-92), бронза на першості СНД (1993), чемпіонка Європи (Ржев-94) і призер першості світу із дзюдо (Каїр-94), переможець молодіжних першостей світу (Калінінград-95, Харків-96). Чемпіонка світу із самбо серед дорослих (Софія-99), учасниця Олімпіади в Сіднеї із дзюдо (2000), чемпіонка Європи (Албена-01) і призер чемпіонату світу із самбо (Красноярськ-01, Кишинів-03). Заслужений майстер спорту Молдови із самбо (2003). З 2003 року перейшла в жіночу вільну боротьбу — майстер спорту Молдови міжнародного класу (2009) з вільної боротьби. Член збірної команди Молдови з вільної боротьби 2003—2012. Тренери — Віктор Пейков, Віктор Кореченков (Тирасполь) і Віктор Зільберман (з 2009 р.).

## Спортивні результати на міжнародних змаганнях

### Виступи на Олімпіадах
| Змагання                    | Збірна  | Вагова категорія          | Місце |
| --------------------------- | ------- | ------------------------- | ----- |
| Літні Олімпійські ігри 2008 | Молдова | жіноча боротьба, до 55 кг | 10    |

### Виступи на Чемпіонатах світу
| Змагання                        | Збірна  | Вагова категорія          | Місце |
| ------------------------------- | ------- | ------------------------- | ----- |
| Чемпіонат світу з боротьби 2003 | Молдова | жіноча боротьба, до 55 кг | 15    |
| Чемпіонат світу з боротьби 2005 | Молдова | жіноча боротьба, до 55 кг | 5     |
| Чемпіонат світу з боротьби 2006 | Молдова | жіноча боротьба, до 59 кг | 5     |
| Чемпіонат світу з боротьби 2007 | Молдова | жіноча боротьба, до 55 кг | 26    |
| Чемпіонат світу з боротьби 2008 | Молдова | жіноча боротьба, до 59 кг | 11    |
| Чемпіонат світу з боротьби 2009 | Молдова | жіноча боротьба, до 59 кг | 8     |
| Чемпіонат світу з боротьби 2010 | Молдова | жіноча боротьба, до 59 кг | 16    |
| Чемпіонат світу з боротьби 2011 | Молдова | жіноча боротьба, до 55 кг | 13    |

### Виступи на Чемпіонатах Європи
| Змагання                         | Збірна  | Вагова категорія          | Місце  |
| -------------------------------- | ------- | ------------------------- | ------ |
| Чемпіонат Європи з боротьби 2006 | Молдова | жіноча боротьба, до 55 кг | Срібло |
| Чемпіонат Європи з боротьби 2007 | Молдова | жіноча боротьба, до 55 кг | 5      |
| Чемпіонат Європи з боротьби 2008 | Молдова | жіноча боротьба, до 55 кг | Срібло |
| Чемпіонат Європи з боротьби 2009 | Молдова | жіноча боротьба, до 59 кг | 7      |
| Чемпіонат Європи з боротьби 2011 | Молдова | жіноча боротьба, до 55 кг | Срібло |
| Чемпіонат Європи з боротьби 2012 | Молдова | жіноча боротьба, до 59 кг | Бронза |

### Виступи на інших змаганнях
| Змагання                                                        | Збірна  | Вагова категорія          | Місце  |
| --------------------------------------------------------------- | ------- | ------------------------- | ------ |
| Тестовий турнір FILA 2004                                       | Молдова | жіноча боротьба, до 55 кг | 14     |
| Олімпійський кваліфікаційний турнір з боротьби 2004 (Туніс)     | Молдова | жіноча боротьба, до 55 кг | 17     |
| Олімпійський кваліфікаційний турнір з боротьби 2004 (Мадрид)    | Молдова | жіноча боротьба, до 55 кг | 15     |
| Золотий Гран-прі з боротьби 2008                                | Молдова | жіноча боротьба, до 59 кг | Золото |
| Турнір Олександра Медведя 2011                                  | Молдова | жіноча боротьба, до 59 кг | Бронза |
| Київський Міжнародний турнір з боротьби 2011                    | Молдова | жіноча боротьба, до 59 кг | Золото |
| Олімпійський кваліфікаційний турнір з боротьби 2012 (Софія)     | Молдова | жіноча боротьба, до 55 кг | Бронза |
| Олімпійський кваліфікаційний турнір з боротьби 2012 (Гельсінкі) | Молдова | жіноча боротьба, до 55 кг | 8      |